# Ryan Camilleri
Ryan Camilleri (Pietà, 22 de mayo de 1988) es un futbolista maltés que juega en la demarcación de lateral derecho para el Mġarr United FC de la Challenge League Maltesa.

## Selección nacional
Debutó con la selección de fútbol de Malta el 14 de agosto de 2012. Lo hizo en un partido amistoso contra San Marino que finalizó con un resultado de 2-3 a favor del combinado maltés tras los goles de Manuel Marani y Danilo Rinaldi para San Marino, y de Andrei Agius y un doblete de Michael Mifsud para Malta.

## Clubes
| Club              | País  | Año       | Partidos | Goles |
| ----------------- | ----- | --------- | -------- | ----- |
| Pietà Hotspurs FC | Malta | 2004-2009 | 31       | 1     |
| Hibernians FC     | Malta | 2009-2014 | 112      | 1     |
| Valletta FC       | Malta | 2014-2023 | 225      | 2     |
| Mġarr United FC   | Malta | 2023-2024 | 19       | 1     |
| Qormi FC          | Malta | 2024-2025 | 5        | 0     |
| Mġarr United FC   | Malta | 2025-     | 9        | 0     |

## Palmarés

### Campeonatos nacionales
| Título                  | Club        | País  | Año  |
| ----------------------- | ----------- | ----- | ---- |
| Premier League de Malta | Valletta FC | Malta | 2016 |
| Premier League de Malta | Valletta FC | Malta | 2018 |
| Premier League de Malta | Valletta FC | Malta | 2019 |
| Copa de Malta           | Valletta FC | Malta | 2018 |
| Supercopa de Malta      | Valletta FC | Malta | 2016 |
| Supercopa de Malta      | Valletta FC | Malta | 2018 |